# Chancelier de l'Université de Paris
Le poste de chancelier de l'Ancienne université de Paris était au Moyen Âge le plus prestigieux du système universitaire français. Par la bulle papale Parens scientiarum datée du 13 avril 1231, le pape Grégoire IX établit les fonctions du Chancelier de l'Université de Paris, chargé de représenter l'Université et ses étudiants.
Deux chancelleries qui dirigèrent simultanément l'Université de Paris : la Chancellerie de Notre-Dame et la Chancellerie de Saint-Geneviève. La Théologie, le Droit, et la Médecine restant dans le giron de l'école cathédrale de Paris, la facultés des arts dans celui de Sainte-Geneviève
À la suite de la division de l'Université en 1970 en 13 universités indépendantes, la fonction est remplacée par la Chancellerie des universités de Paris.

## Liste des Chanceliers de l'Université de Paris

### Chancellerie de l'École cathédrale de Paris
Furent chanceliers de l'École cathédrale de Paris :
Certain Chanceliers de l'École cathédrale de Paris apparaissent dans certains ouvrages comme Chancelier de l'église de Paris, chancelier de l’église métropolitaine ou Chancelier de l'Université de Paris.
- Robert, (autour de 1116-1117)
- Algrin Algrinus, (vers 1120-1146 ou 1124-1152)
- Odon de Soissons, (1164-1168)
- Pierre le Mangeur, (1168-1178)
- Hilduin, (1180-1193) (également Chancelier de l'Université de Paris ?)
- Pierre de Poitiers, (1193-1205)
- Bernard Chabert, (Bernard Chabert III ?) (1205)
- Jean de Candelis, (de 1209 à 1214 ou 1215)
- Etienne de Reims, (de 1214 ou 1215 à 1218)

Furent chanceliers de l'université de Paris :
- Philippe de Grève (1218-1236)
- Guiard de Laon (Guiardus), (1236-1238)
- Eudes de Châteauroux, (1238-1244) (également Chancelier de l'Université de Paris ?)
- Gauthier II de Château-Thierry (1246-1249)
- Erich von Veire (?-1263)
- Étienne Tempier (1263-1268)
- Berthaud de Saint-Denis (1288-1295)[1]
- Pierre de Saint-Omer (1296-1303)
- Simon de Guiberville (1303-1309)
- Francesco Caraccioli (1309-1316)
- Thomas de Bailly (1316-1328)
- Jean de Blois (1328-1329)
- Guillaume Bernart de Narbonne (1329-1336)
- Robert de Bardis (en) (1346-1349)
- Jean d'Acy (1349-1360)
- Grimaud Boniface (1350-1370)
- Jean de Calore (1370-1380)
- Jean Blanchart (1381-1386)
- Jean de Guignecourt (1386-1389)
- Pierre d'Ailly (1389-1395)
- Jean Gerson (1395-1429)[2]
- Robert Ciboule (1451-1458)
- Jean de L'Olive (1465
- Ambroise de Cambrai (1482-1495)(1482-1495)[3]

### Chancellerie de Sainte-Geneviève
Chanceliers de Sainte-Geneviève, chanceliers de l'université de Paris :
- François Guilloud (?-1648)
- Jean Fronteau (1648-1662)
- Pierre Lalemant (1662-1673)